# Hans Blankesteijn

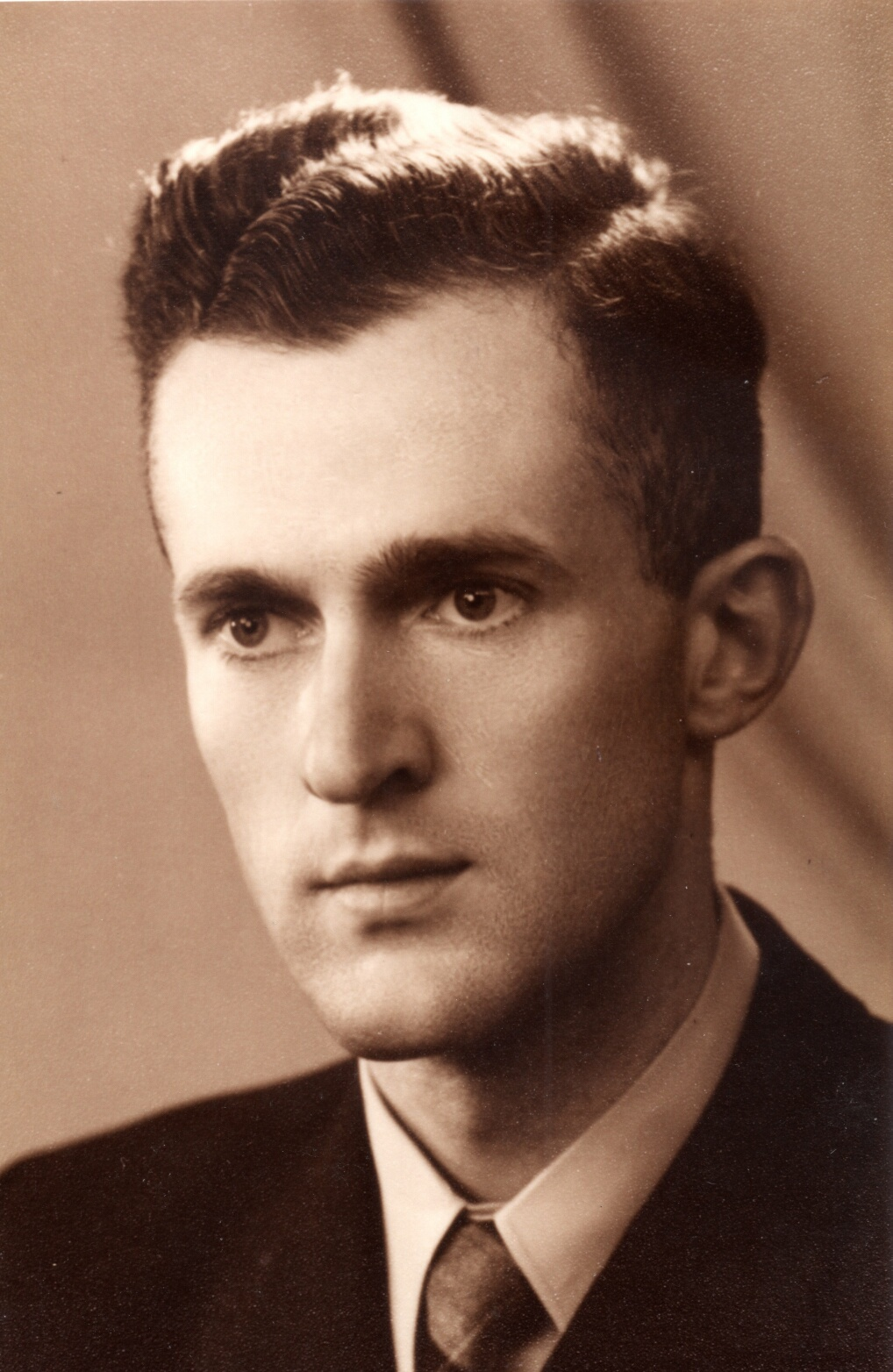
Hans Blankesteijn ca. 1956

Hans Roald (Hans) Blankesteijn (Amstelveen, 26 juli 1929 – Hilversum, 24 februari 2015) was theoloog, radiojournalist en kunstkenner. Hij werkte achtereenvolgens als nieuwslezer voor Radio Nederland Wereldomroep en de radionieuwsdienst van het ANP en de NOS (NOS Radionieuws). Vervolgens voor Openbaar Kunstbezit, eerst als hoofd televisie (waarbij hij tevens programma's presenteerde) en daarna als algemeen directeur. Ten slotte keerde hij terug bij de Radionieuwsdienst, waar hij nieuwslezer-redacteur was tot zijn pensionering. Voor de NCRV Radio maakte hij verschillende programmaseries, waaronder de rubriek "Kunst en Vliegwerk" over actuele tentoonstellingen.
In zijn vrije tijd was hij actief als predikant. Hij was betrokken bij experimentele gemeenten in Amsterdam, Kortenhoef en Amersfoort, waar de eredienst werd verrijkt met onder andere muziek en dans. Hij was van 1961 tot 1988 studiesecretaris van de Van der Leeuwstichting, die kunst en religie 'in elkaars vaarwater' probeert te brengen.
Blankesteijn, zoon van de Doetinchemse onderwijzer Gijsbertus Blankesteijn, was getrouwd met de kinderboekenschrijfster en theologe Margreet Blees (1927-2008). Zij hadden vier kinderen samen. Een zoon van hen is de internetjournalist Herbert Blankesteijn. Hij was enige tijd een zwager van de kunstenaar Lies Westenburg.

## Werken
Blankesteijn schreef ook, bijvoorbeeld artikelen voor het tijdschrift In de Waagschaal en verschillende boeken. Enkele boektitels zijn:
- Het spel en de regels, 1992, Uitgeverij Kok.
- Heilige Huizen, 1998, Uitgeverij Boekencentrum.
- Voor wie niet stil kan zitten in de kerk, 2002, Uitgeverij Gooi en Sticht.